# Хрватска на Светском првенству у атлетици на отвореном 2022.
Хрватска је на 18. Светском првенству у атлетици на отвореном 2022. одржаном у Јуџину од 15. до 25. јула учествовала петнаести пут, као самостална држава. Репрезентацију Хрватске представљало је 5 такмичара (2 мушкарца и 3 жена) који су се такмичили у 4 дисциплина (2 мушке и 2 женске).,.
На овом првенству представници Хрватске су освојили 1 медаљу (1 сребрна). Овим успехом Хрватска атлетска репрезентација је делила 33 место у укупном пласману освајача медаља. У табели успешности према броју и пласману такмичара који су учествовали у финалним такмичењима (првих 8 такмичара) Хрватска је са 3 учесника у финалу делила 33. место са 11 бодова.
| Плас. | Земља    | 1. место | 2. место | 3. место | 4. место | 5. место | 6. место | 7. место | 8. место | Бр. финал. | Бод. |
| ----- | -------- | -------- | -------- | -------- | -------- | -------- | -------- | -------- | -------- | ---------- | ---- |
| =33   | Хрватска | 0        | 1        | 0        | 0        | 0        | 1        | 0        | 1        | 3          | 11   |

## Учесници
| Мушкарци: - Филип Михаљевић — Бацање кугле - Мартин Марковић — Бацање диска | Жене: - Сандра Перковић — Бацање диска - Марија Тољ — Бацање диска - Сара Колак — Бацање копља |

## Освајачи медаља (1)

### сребро (1)
1. Сандра Перковић — Бацање диска

## Резултати

### Мушкарци
| Атлетичар       | Дисциплина   | Лични рекорд | Квалификације | Квалификације | Финале               | Финале       | Детаљи |
| Атлетичар       | Дисциплина   | Лични рекорд | Резултат      | Место         | Резултат             | Место        | Детаљи |
| --------------- | ------------ | ------------ | ------------- | ------------- | -------------------- | ------------ | ------ |
| Филип Михаљевић | Бацање кугле | 21,94 НР     | 21,17 кв      | 4. у гр. Б    | 21,82                | 6 / 29 (30)  |        |
| Мартин Марковић | Бацање диска | 63,62        | 60,59         | 12. у гр. Б   | Није се квалификовао | 23 / 29 (30) |        |

### Жене
| Атлетичарка     | Дисциплина   | Лични рекорд | Квалификације | Квалификације | Полуфинале            | Полуфинале            | Финале    | Финале | Детаљи |
| Атлетичарка     | Дисциплина   | Лични рекорд | Резултат      | Место         | Резултат              | Место                 | Резултат  | Место  | Детаљи |
| --------------- | ------------ | ------------ | ------------- | ------------- | --------------------- | --------------------- | --------- | ------ | ------ |
| Сандра Перковић | Бацање диска | 71,41 НР     | 64,23 КВ      | 5. у гр. Б    |                       |                       | 68,45 ЛРС |        |        |
| Марија Тољ      | Бацање диска | 64,71        | 61,46 кв      | 5. у гр. А    | 63,07                 | 8 / 30                |           |        |        |
| Сара Колак      | Бацање копља | 68,43 НР     | Без пласмана  | Без пласмана  | Није се квалификовала | Није се квалификовала |           |        |        |